# Halocypridinae
Halocypridinae is een onderfamilie van kreeftachtigen uit de klasse van de Ostracoda (mosselkreeftjes).

## Geslachten
- Chavturia Angel, 2013
- Fellia Poulsen, 1969
- Halocypretta Chavtur & Stovbun, 2008
- Halocypria Poulsen, 1969
- Halocypris Dana, 1853
- Muelleroecia Chavtur & Angel, 2011